# Filip Adamski
Filip Adamski (* 5. ledna 1983, Vratislav) je bývalý německý veslař polského původu.
Na olympijských hrách 2012 v Londýně získal zlatou medaili na osmě. Je též mistrem světa na osmě z roku 2009.